# Pacific (Schiff, 2010)
Die Pacific (Projektname „Josi“) ist eine Megayacht, die im Jahre 2010 auf der Lürssen-Werft gebaut wurde. Sie ist rund 85 Meter lang und 16 Meter breit. Der Rumpf besteht aus Stahl, die Aufbauten aus Aluminium. Neben mehreren Beibooten befindet sich auch ein Hubschrauber an Bord.
Registriert ist die Yacht unter der Flagge von Malaysia mit dem Heimathafen George Town (Penang). Bis zum 8. März 2022 war sie in  George Town auf den der Kaimaninseln registriert.
Der Entwurf stammt von German Frers, die Innenausstattung von Bannenberg & Rowell.

## Technische Daten
Die Yacht wird von zwei Zwanzigzylinder-Viertakt-Dieselmotoren des Herstellers MTU Friedrichshafen (Typ: 20V4000 M93L) mit einer Leistung von jeweils 4.300 kW angetrieben. Die Motoren wirken über Untersetzungsgetriebe auf zwei Verstellpropeller. Die Yacht erreicht damit eine Geschwindigkeit von 20 kn.
Für die Stromversorgung stehen vier Generatoren mit einer Scheinleistung von jeweils 585 kVA sowie ein Notgenerator mit einer Scheinleistung von 312 kVA zur Verfügung.